# Bund Deutscher Osten
Bund Deutscher Osten, BDO – niemiecka, nazistowska organizacja powstała 26 maja 1933 w Poczdamie, podporządkowana NSDAP, o charakterze rewizjonistycznym i antypolskim. Zrzeszała głównie Niemców zamieszkałych w państwach wschodnioeuropejskich, organizowała dla nich pomoc i udzielała im poparcia. Organizacja ta zastąpiła działalność rozwiązanej przez nazistów Hakaty. Znakiem Bund Deutscher Osten był czarny krzyż umieszczony na białej tarczy – symbol Zakonu krzyżackiego z dodaną białą swastyką.

## Cele
Celem związku było umocnienie narodu niemieckiego na wschodzie oraz praktyczna realizacja parcia na Wschód (niem. Drang nach Osten) oraz nazistowskiej polityki zyskiwania przestrzeni życiowej na wschodzie (niem. Lebensraum), którą realizowano przez germanizację mniejszości zamieszkującej tereny przedwojennych Niemiec. Przedstawiając tezy programowe kierowanego przez siebie związku stwierdził Franz Lüdtke na konferencji kierownictwa organizacji jaka się odbyła w dniach 9-11 września 1933: „Bund Deutscher Osten powstał właśnie po to, aby przygotować i wypełnić posłannictwo narodu niemieckiego na wschodzie. Musimy, jak to powiedział Führer, skierować oblicze narodu na wschód. Praca dla wschodu jest pracą narodowosocjalistyczną”
Bund Deutscher Osten był w rzeczywistości zakamuflowaną agendą NSDAP działającą na terenach pogranicznych w III Rzeszy, której celem było zwalczanie mniejszości etnicznych oraz opozycji politycznej. BDO miało działać w nazistowskim duchu z pominięciem rygorów prawnych. Po przejęciu kierownictwa przez Theodora Oberländera przedstawił on właśnie w tym świetle cel powołania Bund Deutscher Osten na łamach czasopisma „Ostland”:
„Kilka słów o Bund Deutscher Osten: O wiele łatwiej byłoby od razu prowadzić robotę pograniczną w ramach Partii i w ogóle wyrzec się własnego stowarzyszenia(...) ale wiemy, że kwestie formalno-prawne odgrywają jeszcze i dziś – przede wszystkim w świecie anglosaskim- wielką rolę. Nikt nam nie uwierzy, że w Trzeciej Rzeszy istnieć może coś co pozostaje w opozycji do tej rzeszy, a mimo to jest konieczne by istniały stowarzyszenia, którym się każe robić takie rzeczy, których ani Partia ani państwo nie powinny robić. Dlatego otrzymaliśmy wyraźny rozkaz aby Bund Deutscher Osten rozbudować wielki ruch wschodu (niem. „Ostbewegung”) wrośnięty w Partię i ściśle z nią zestrojony. (...) Tak więc na życzenie zastępcy Führera Bund Deutscher Osten nadal będzie prowadził swoją działalność”. – Theodor Oberländer, „Ostland” nr 42 z dnia 19.10.1934

## Powstanie i kierownictwo związku
Organizacja powstała w maju 1933 roku z inicjatywy ideologa narodowego socjalizmu – Alfreda Rosenberga. Współzałożycielem organizacji był niemiecki pisarz i propagandysta narodowo-socjalistyczny Alfred-Ingemar Berndt. Zarząd główny organizacji – „Kierownictwo Związkowe BDO” (BDO Bundesleitung) – znajdował się w Berlinie, oprócz tego BDO posiadała biuro krajowe we Wrocławiu ( wtedy niemiecki Breslau), obsługujące głównie rejon Śląska (BDO Landesgruppen Schlesien). Funkcję Reichsleitera Bund Deutscher Osten początkowo sprawował znany niemiecki poeta Franz Lüdtke. W latach 1933–1937 funkcję tę Rudolf Hess powierzył Theodorowi Oberländerowi. Jego zastępcą był dr. Ernst Thiele. Do Bund Deutscher Osten wcielono wszystkie inne organizacje, które zajmowały się wschodnimi kresami Niemiec łącznie z osławioną Hakatą.
W 1939 roku organizację wraz z Volksbund des Deutschtums im Ausland podporządkowano formalnie jednemu z urzędów państwowych, znajdującego się pod kierownictwem SS pod nazwą Hauptamt Volksdeutsche Mittelstelle. W sierpniu 1939 krajowe kierownictwo BDO zmieniło nazwę na „Związek Okręgów BDO” (BDO Gauverband). Organizacja BDO została rozwiązana z dniem 30 września 1943.

## Struktura organizacji
Na czele związku stało kierownictwo ogólnokrajowe (niem. „Bundesleitung”) z siedzibą w Berlinie, które kontrolował centralny zjazd delegatów tzw. Komitet doradczy, na czele którego stał Rudolf Hess. Przewodniczącemu podlegała sieć oddziałów prowincjonalnych tzw. „grup krajowych” (niem. „Landesgruppe”):
- Landesgruppe Ostpreussen „Grupa Prusy Wschodnie”, centralą kierował dr Hans Tiska(inne języki)
  - Untergruppe Ostpreusen-Süd z siedzibą w Olsztynie
  - Untergruppe Ostpreusen-Nord-Ost z siedzibą w Tylży
  - Untergruppe Westpreusen z siedzibą w Sztumie
- Pomorze Zachodnie
- Landesgruppe Schlesien
- Saksonia
- Bawarska Marchia Wschodnia

Każdej podrgupie podlegały z kolei organizacje powiatowe tzw. Kreisverbandy, którym podporządkowano koła miejscowe „Ortsverbandy”. Zarówno centrala organizacji w Berlinie, jak i prowincjonalne oddziały składały się z następujących działów:
- Dział organizacyjny,
- Dział zagadnień wschodnich,
- Dział nauki i badań naukowych,
- Dział sztuki wschodnioniemieckiej,
- Dział gospodarczego i komunikacyjnego,
- Dział kultywowania niemczyzny,
- Dział pracy w rejonach granicznych,
- Dział środków propagandy wizualnej.

## Działalność
Bund Deutscher Osten był jednym z głównych narzędzi propagandowych NSDAP w prowadzonej przez nazistów polityce rewizjonistycznej, zmierzającej do obalenia traktatu wersalskiego. Organizacja prowadziła akcje zwalczania organizacji polonijnych w przedwojennych Niemczech. Urządzała wiece i zebrania antypolskie, prowadziła liczne akcje germanizacyjne, m.in. wsławiła się w Niemczech zabieraniem Polakom książeczek do nabożeństwa w języku polskim i dawaniu im w zamian książeczek w języku niemieckim. Polskojęzyczne książeczki były później palone przez aktywistów BDO.

„BDO będzie w walce z polskością organizacją naczelną (...) każdego duchownego, który wygłasza polskie kazania lub odprawia polskie nabożeństwa, będę wzywał osobno do mego biura i u mnie będzie on musiał bezwarunkowo oświadczyć, że nigdy więcej nie odprawi polskiego nabożeństwa ani nie wygłosi kazania; również wdrożona będzie akcja, aby znikły wszystkie polskie książki do nabożeństwa, będę dbał o to, by wszystkie polskie nazwiska całkowicie z tego kraju znikły. Wszystko co mogłoby wskazywać na cokolwiek polskiego, musi zniknąć – w ciągu 10 lat stanie się nasz Śląsk rdzennie niemieckim – w ciągu 30 lat cały Górny Śląsk nie będzie nic wiedział o Polakach – nowa młodzież musi się dać raczej zabić, niż przez jej usta miałoby przejść polskie słowo...” – Josef Wagner mowa wygłoszona na kursie nauczycielskim BDO w Bochum grudzień 1934

Na kolejnym kursie naukowym, jaki dla działaczy partii hitlerowskiej zorganizowało BDO w kwietniu 1935, nadprezydent prowincji śląskiej i zarazem gauleiter Śląska Josef Wagner zasygnalizował w swoim wystąpieniu konieczność uczynienia z tego rejonu „bastionu niemczyzny”. Aby to osiągnąć deklarował po raz kolejny usuwanie nazwisk i nazw polskich, zniesienie polskich kazań i nabożeństw, wysyłanie matek i dzieci narodowości polskiej na pewien czas w głąb Rzeszy, zakaz wyjazdu ludności Śląska na wycieczki do Polski oraz pozyskiwanie chwiejnej ludności polskiej przez akcję dobroczynną.
BDO utrzymywała rozbudowaną siatkę informatorów na terenach pogranicza – tzw. „mężów zaufania”, którzy zajmowali się śledzeniem każdego kroku członków organizacji polonijnych w Niemczech. Obserwowali oni aktywność kulturalną mniejszości polskiej oraz składali szereg donosów i raportów do władz organizacji. Aktywiści BDO m.in. sprawdzali, kto chodzi na polskie nabożeństwa w kościele, a nawet podsłuchiwali pod oknami, czy w domach ludności polskiej nie mówi się po polsku piętnując ich domy nalepkami „Hier in diesem Hause wird noch polnisch gesprochen” (pol. „W tym domu mówi się jeszcze po polsku”). Jedną z inicjatyw organizacji było także wysyłanie listów do ludności obywateli III Rzeszy posiadających polskie nazwiska z żądaniami ich zmiany na niemieckie. W 1938 roku organizacja wydała nawet w tym celu książkę pt. „Welchen Namen wählen Sie?” (pol. „Jakie nazwisko chcecie wybrać?”). Wskutek szykan do organizacji wstępowali nawet zgermanizowani Polacy z terenów pogranicznych. W Karbie w pow. bytomskim 27 stycznia 1939 roku kierownik BDO oświadczył na zebraniu, że:

„i ja miałem matkę polską, która też mówiła po polsku. Chciałem ją nauczyć po niemiecku, a ponieważ szło bardzo trudno, wtedy ja, jako Niemiec, matkę swoją wyrzuciłem na bruk „

Aktywiści BDO odgrywali także zasadniczą rolę w zacieraniu śladów polskości na wschodnich terenach przedwojennych Niemiec. Niszczyli wszelkie pamiątki polskiej kultury, usuwali napisy polskie na kamienicach, krzyżach przydrożnych, w kościołach i na cmentarzach. W Opolu pod naciskiem organizacji właściciel kina „Piasten” musiał zmienić nazwę na „Deli” – „Deutches Lichtspieltheater”. Nadprezydent prowincji górnośląskiej w Opolu posiadał specjalne fundusze przeznaczone na usuwanie polskich napisów, o ile właściciele obiektów, na których się znajdowały, nie chcieli usunąć ich na własny koszt.
Organizacja ta chętnie wykorzystywała pseudonaukowy nurt nauki niemieckiej Ostforschung (pol. Badania Wschodu), którego celem było uzasadnianie w sposób „naukowy” przynależności terenów Europy środkowej, a szczególnie pogranicza polsko-niemieckiego oraz czesko-niemieckiego, do Niemiec. Nurt ten stał się orężem propagandowym niemieckich nacjonalistów kwestionujących państwowość Polski oraz Czech. Ostforschung była agresywnie antypolska i rzutowała na całość stosunków polsko-niemieckich wywołując w nich szereg napięć przez uzasadnianie niemieckich roszczeń terytorialnych wobec Polski. Jedną z metod oddziaływania propagandowego BDO na społeczeństwo niemieckie były cyklicznie organizowane wystawy inspirowane naukami w duchu Ostforschung. Wystawy stałe lub objazdowe otwierała ta organizacja w wielu niemieckich miastach. Największą i najbardziej znaną była zorganizowana na przełomie 1933 i 1934 Wystawa Berlińska.

## Publikacje
Oficjalną gazetą BDO od maja 1933 do lipca 1939 było utworzone w 1919 w Berlinie czasopismo „Ostland”, które koncentrowało się na problemach polskich i wschodnioeuropejskich, szczególnie dużo materiałów poświęcając kwestionowaniu granic międzypaństwowych ustalonych w traktacie wersalskim z 1919 (w tym polsko-niemieckiej). Mimo jawnie antypolskiego charakteru, aż do lipca 1938 „Ostland” było oficjalnie kolportowane na terytorium II Rzeczypospolitej.
Swoje publikacje wydawały także regionalne oddziały BDO. Organem prasowym Grupy Prusy Wschodnie było czasopismo „Unsere Heimat” pod redakcją Wiktora Halla.